# 大西正躬
大西 正躬（おおにし まさみ、1943年10月21日 - ）は、日本の経営者。

## 経歴
岡山県出身。岡山県立和気閑谷高等学校を経て、1968年に大阪大学理学部大学院を修了し、同年に鐘淵化学工業(のちのカネカ)に入社。1996年6月に取締役に就任し、2000年6月に常務、2003年6月に専務を経て、2005年6月に社長に就任した。2008年4月に健康上の理由で退く。